# Grunewald (Waldbröl)
Grunewald ist eine Ortschaft im Stadtgebiet von Waldbröl im Oberbergischen Kreis im südlichen Nordrhein-Westfalen, Deutschland, innerhalb des Regierungsbezirks Köln.

## Lage und Beschreibung
Der Ort Grunewald liegt ca. vier Kilometer südlich des Stadtzentrums von Waldbröl. Die Bebauung der Ortschaft beschränkt sich auf ein einziges Fachwerkwohnhaus mit angeschlossener Gastwirtschaft, die allerdings seit vielen Jahren geschlossen ist. Das direkt an der Bundesstraße 256 gelegene ehemalige Gasthaus entstand aus einer früheren Ausspanne. Bis auf kleinere Lager-, Geräte- und Holzschuppen hinter dem einzigen Haus besteht das Gebiet der Ortschaft aus einem 25 ha großen Areal aus Wies- und Ackerland sowie Waldanteilen der nordöstlichen Nutscheid. Entwässert wird das Gebiet um Grunewald vom hier entspringenden Westertbach, der begleitet von der B 256 fünf Kilometer weiter südlich im Ort Präsidentenbrücke in die Sieg mündet.

## Geschichte

### Erstnennung
1850 wurde der Ort erstmals urkundlich erwähnt.
Schreibweise der Erstnennung: Grunewald

## Freizeit

### Wander- und Radwege
Der Wanderweg A3 führt durch Grunewald, von Spurkenbach kommend.

## Bus- und Bahnverbindungen

### Linienbus
Haltestelle: Grunewald
- 342 Waldbröl, Windeck-Schladern  (OVAG)